# Raszyn (Mazovië)
Raszyn is een dorp in de Poolse woiwodschap Mazovië. De plaats maakt deel uit van de gemeente Raszyn en telt 6 000 inwoners.
Bij Raszyn vond in april 1809 een veldslag plaats tussen het Hertogdom Warschau en het Koninkrijk Saksen enerzijds en het Keizerrijk Oostenrijk anderzijds.